# Natal'ja Vodop'janova
Natal'ja Andreevna Vodop'janova (in russo Наталья Андреевна Водопьянова?; Leningrado, 4 giugno 1981) è una cestista russa.
Alta 190 cm per 82 kg, gioca come ala.

## Carriera
Con la Russia ha disputato tre edizioni dei Giochi olimpici (Atene 2004, Pechino 2008, Londra 2012), i Campionati mondiali del 2006 e due edizioni dei Campionati europei (2007, 2013).

## Palmarès
- Campionato europeo: 1
Nazionale russa: Italia 2007.